# Сатклифф, Стюарт
Стю́арт Фе́ргюссон Ви́ктор Са́тклифф (англ. Stuart Fergusson Victor Sutcliffe; 23 июня 1940, Эдинбург, Шотландия — 10 апреля 1962, Гамбург, Германия) — британский художник и музыкант, также известный как бывший бас-гитарист группы The Beatles.
Знакомство с Джоном Ленноном в 1960 г. привело его в группу «Битлз», где он играл до 1961 года. Сатклифф сыграл с The Beatles три песни, записанные в 1960 году: «Hallelujah, I Love Her So», «You’ll Be Mine» и «Cayenne». Позже покинул группу и вернулся к живописи. Умер в 21 год от кровоизлияния в мозг.

## Биография

### Детство и юность
Стюарт родился 23 июня 1940 года в Шотландии, в эдинбургском госпитале «Simpson Memorial Maternity Pavilion», в семье Чарльза и Милли Сатклифф. Чарльз был морским офицером и часто уходил в море, Милли работала школьной учительницей. Также у Сатклиффа были две сестры, Полина и Джойси, и три старших брата: Джо, Иен и Чарльз.
Стюарт вырос в доме 37 по улице Айгбурт Драйв в Ливерпуле и учился в школе Прескота. Пел в местном церковном хоре в Хейтоне. С девяти лет по настоянию матери Сатклифф осваивал фортепиано. Также Стюарт играл на горне в авиационном учебном корпусе, и благодаря отцу мог брать аккорды на гитаре.
Сатклифф с детства увлекался живописью и поступил в ливерпульский художественный колледж, где познакомился с Джоном Ленноном.

### The Beatles
Сатклифф был талантливым художником, но Леннон уговорил его купить бас-гитару модели Höfner President 500/5, чтобы тот мог играть в его группе «The Quarrymen», через несколько месяцев переименованную в «The Beatles». Сатклифф раньше играл на акустической гитаре, но его техника игры на басу была довольно низкой, к тому же он параллельно продолжал заниматься живописью.
Отправляясь в свои первые заграничные гастроли Леннон, Маккартни, Харрисон и Сатклифф взяли с собой постоянного ударника Пита Беста, и в этом составе Beatles поехали в Гамбург, где выступали до декабря 1960 года.
Популярность Стюарта возросла после того, как он начал носить солнцезащитные очки Ray-Ban и узкие брюки. Главным достижением Сатклиффа было исполнение «Love Me Tender», которое вызвало больше аплодисментов, чем песни «Битлз», что усилило трения между ним и Маккартни.
В начале 1961 года группа разъехалась, Сатклифф простудился и остался в Гамбурге. Позже, заняв у невесты денег на билет, вылетел навестить родных в Ливерпуль, вернулся оттуда только через месяц с остальными членами группы.

### Живопись
Элен Андерсон вспоминал, что ранние работы Стюарта были очень агрессивны, с применением тёмных цветов. Несколько его картин были показаны в художественной галерее Уокера в Ливерпуле в рамках выставки Джона Мурза в период с ноября 1959 до января 1960 года. После выставки Мурз купил холст Сатклиффа за 65 фунтов (на которые тот и купил бас-гитару по настоянию Джона Леннона).
После встречи с Астрид Кирхгерр Сатклифф решил покинуть The Beatles, и после переезда в ФРГ в июне 1961 года поступил в Гамбургский колледж искусств. Там он находился под опекой Эдуардо Паолоцци, который впоследствии писал, что Сатклифф был одним из его «лучших студентов». В немногих сохранившихся произведениях Сатклиффа выявляются влияния британских и европейских художников, похожие на работы современных экспрессионистов Соединённых Штатов.
Сатклиффовские работы имеют определённое сходство с работами Джона Хоулиленда и Николя де Сталя, хотя они более лиричны. Его поздние произведения, как правило, без названия, созданы в духе де Сталя, перегружены линейными элементами, создавая эффект закрытых помещений. «Гамбургская мастерская № 2» была приобретена Ливерпульской Художественной галереей Уокера. В Художественной галерее Уокера имеются и другие произведения Сатклиффа, среди которых «Автопортрет» (уголь) и «Распятие».

### Личная жизнь и смерть
На гастролях в Гамбурге Сатклифф познакомился с выпускницей гамбургского художественного колледжа Астрид Кирхгерр, которая работала ассистенткой у своего преподавателя фотографии Рейнарда Вульфа. Именно Кирхгерр предложила группе первую настоящую съёмку (до этого их фотографировали только друзья). Кирхгерр и Сатклифф сразу влюбились друг в друга и уже в ноябре 1960 г. состоялась их помолвка. Летом 1961 года Сатклифф поступил в художественный колледж и остался в Гамбурге вместе с Астрид.
Сатклифф страдал от сильных головных болей, которые временами вызывали слепоту и чувствительность к свету. Однажды в 1962 году он упал в обморок прямо посреди занятий в своём колледже. Врачи так и не смогли установить причины головных болей. Он писал длинные (до 30 страниц) письма своему лучшему другу Джону Леннону, причём писал от имени Иисуса Христа.
10 апреля 1962 года Стюарт Сатклифф умер от кровоизлияния в мозг в машине скорой помощи, где его сопровождала Кирхгерр, так и не доехав до больницы. Инсульт произошёл от разрыва аневризмы в результате «церебрального паралича из-за кровотечения в мозг». Точная причина аневризмы неизвестна. По одной из версий, причиной смерти стали повреждения, полученные в драке с хулиганами во время гастролей по Англии в январе 1961 г.: в кабаке Литерленда на выступающих напала группа пьяных посетителей, вооружённых пивными бутылками и стойками бара, недовольных выступлением битлов. Пострадали все, кроме Маккартни, но тяжелее всего — Сатклифф, получивший черепно-мозговую травму.
13 апреля 1962 года Кирхерр встретила группу в аэропорту Гамбурга, рассказав им о смерти Стюарта. Мать Сатклиффа вылетела в Гамбург вместе с менеджером «Битлз» Брайаном Эпштейном и вернулась в Ливерпуль с телом сына. Отец Сатклиффа не слышал о смерти своего сына в течение трёх недель, пока он плыл в Южную Америку.

## Память
Хотя Леннон не посетил похорон и не послал цветы на них, его вторая жена Йоко Оно вспоминала, что Леннон очень часто упоминал имя Сатклиффа, говоря, что он был «[моим] альтер эго... духом в моём мире... направляющей силой».
Стюарта Сатклиффа можно найти на обложке альбома «Sgt. Pepper’s Lonely Hearts Club Band» (крайний слева, перед Обри Бердсли). Также его фотография присутствует в верхнем правом углу обложки вышедшего в 1995 году сборника «Anthology 1», состоящего в основном из не издававшихся до этого записей The Beatles раннего периода.
В 1994 году был снят фильм «The Beatles: 4+1 (Пятый в квартете)», где описывается деятельность Сатклиффа в составе The Beatles и его трагический уход из жизни.

## Внешние ссылки
- Stuart — The Life and Art of Stuart Sutcliffe (англ.)